# قلعة السماء (مسلسل كوري)
قلعة السماء (بالكورية: SKY 캐슬)؛ هو مسلسل تلفزيوني كوري جنوبي تم بثه على جي تي بي سي يومي الجمعة والسبت من 23 نوفمبر 2018 إلى 1 فبراير 2019.

## القصة
تدور احداث دراما “قصر السماء” في عمارة من أربعة طوابق في إحدى ضواحي مدينة سوول. والمسكونة من طرف عائلات ذات وظائف محترمة من قضاة، ومدعين عامين، وأطباء وأساتذة جامعيين وزوجاتهم.
تصف الدراما جهودهم المبذولة لإنجاح اولادهم وجعلهم يقبلون في أكبر الجامعات. منهم من نشأ في عائلات أطباء أو أساتذة لأجيال. وبهذا ستروى قصة طموحهم بطريقة كوميدية وواقعية في نفس الوقت.

## طاقم
- يوم جونغ آه في دور هان سيو جين
- لي تاي ران في دور لي سيو أيم
- يون سي اه في دور نو سيونغ هي
- اوه نارا في دور جين جي هي
- كيم سيو هيونغ في دور كيم جو يونغ
- جونغ جون هو في دور كانغ جون سانغ

### الابناء
- كيم هاي يون في دور كانج يي سيو
- كانج تشان هي في دور هوانج وو جو
- بارك يو نا في دور تشا سي ري
- جو بيونج جيو في دور تشا كي جون
- لي يو جين في دور وو سو هان
- كيم بو را في دور كيم هي نا

## الاستقبال
استقبلت الدراما بشكل واسع على الصعيد الوطني، باعتبارها كوميديا سوداء تلقي الضوء على بعض الجوانب الخفية والمثيرة للجدل في المجتمع الكوري، كما أثارت ردود فعل متفجرة من المشاهدين بسبب قصتها المترابطة حول نظام التعليم التنافسي الكوري، يقول الناقد الثقافي جونغ دوك هيون إن الدراما حظيت باهتمام المشاهدين، لأنها تضرب على وتر حساس واقعي، فإن الدراما ترضي رغبة الناس في إلقاء نظرة خاطفة على ما تفعله تلك الدوائر العائلية الغنية المغلقة لأطفالهم، ولكن في نفس الوقت، يشعر المشاهدون بعدم الارتياح عند مشاهدة قصصهم، «المشاعر المتضاربة» الرغبة في تعرف ولكن الشعور بعدم الارتياح «يصنع بعض الكيمياء المثيرة للاهتمام في أذهان عشاق الدراما ويضعها في قائمة الدراما التي يجب مشاهدتها.» اكتسبت الدراما شعبية أيضًا في الصين، حيث توجد قضايا مماثلة تتعلق بنظام تعليمي شديد التنافسية والضغط للدخول في جامعة مرموقة.
قلعة السماء هي ثاني أعلى دراما تقييمًا في تاريخ تلفزيون الكابل الكوري (القنوات الخاصة) تلقت الدراما مراجعات إيجابية من النقاد وفازت بالعديد من الجوائز، بما في ذلك أربعة جوائز في حفل توزيع جوائز «بايكسانغ للفنون» 55.

## المشاهدات
تعتبر «قلعة السماء» حاليًا ثاني أعلى دراما كورية تقييمًا في تاريخ تلفزيون الكابل (القنوات الخاصة) حققت نجاحًا تجاريًا غير متوقع، حيث ارتفعت من 1٪ تقييمات المشاهدة إلى نسبة كبيرة؛ بالإضافة إلى احتلال المرتبة الأولى في تصنيفات مؤشر قوة المحتويات (CPI) إلى جانب شعبيتها في كوريا الجنوبية، اكتسب المسلسل أيضًا شعبية هائلة في الصين.
| الموسم | الموسم | رقم الحلقة | رقم الحلقة | رقم الحلقة | رقم الحلقة | رقم الحلقة | رقم الحلقة | رقم الحلقة | رقم الحلقة | رقم الحلقة | رقم الحلقة | رقم الحلقة | رقم الحلقة | رقم الحلقة | رقم الحلقة | رقم الحلقة | رقم الحلقة | رقم الحلقة | رقم الحلقة | رقم الحلقة | رقم الحلقة | المتوسط |
| الموسم | الموسم | 1          | 2          | 3          | 4          | 5          | 6          | 7          | 8          | 9          | 10         | 11         | 12         | 13         | 14         | 15         | 16         | 17         | 18         | 19         | 20         | المتوسط |
| ------ | ------ | ---------- | ---------- | ---------- | ---------- | ---------- | ---------- | ---------- | ---------- | ---------- | ---------- | ---------- | ---------- | ---------- | ---------- | ---------- | ---------- | ---------- | ---------- | ---------- | ---------- | ------- |
|        | 1      | غ/م        | 0.956      | 1.091      | 1.713      | 1.664      | 2.124      | 1.887      | 1.887      | 2.165      | 2.695      | 2.298      | 3.046      | 3.063      | 3.951      | 4.111      | 4.942      | 5.152      | 5.950      | 6.026      | 6.508      | N/A     |

وفقا لمخطط لنيلسن اعلاه، قد حقق المسلسل حوالي 6.5 مليون مشاهدة.
| الحلقة | تاريخ البث الأصلي | متوسط حصة الجمهور | متوسط حصة الجمهور |
| الحلقة | تاريخ البث الأصلي | إيه جي بي نيلسن   | إيه جي بي نيلسن   |
| الحلقة | تاريخ البث الأصلي | على الصعيد الوطني | سيول              |
| ------ | ----------------- | ----------------- | ----------------- |
| 1      | 23 نوفمبر 2018    | 1.727٪ (NR)       | 2.900٪ (NR)       |
| 2      | 24 نوفمبر 2018    | 4.373٪ (الثاني)   | 4.584٪ (الثاني)   |
| 3      | 30 نوفمبر 2018    | 5.186٪ (الأول)    | 6.035٪ (الأول)    |
| 4      | 1 ديسمبر 2018     | 7.496٪ (الأول)    | 8.144٪ (الأول)    |
| 5      | 7 ديسمبر 2018     | 7.487٪ (الأول)    | 8.623٪ (الأول)    |
| 6      | 8 ديسمبر 2018     | 8.934٪ (الأول)    | 9.754٪ (الأول)    |
| 7      | 14 ديسمبر 2018    | 8.432٪ (الأول)    | 9.667٪ (الأول)    |
| 8      | 15 ديسمبر 2018    | 9.539٪ (الأول)    | 10.471٪ (الأول)   |
| 9      | 21 ديسمبر 2018    | 9.714٪ (الأول)    | 10.522٪ (الأول)   |
| 10     | 22 ديسمبر 2018    | 11.298٪ (الأول)   | 13.312٪ (الأول)   |
| 11     | 28 ديسمبر 2018    | 9.585٪ (الأول)    | 10.296٪ (الأول)   |
| 12     | 29 ديسمبر 2018    | 12.305٪ (الأول)   | 13.646٪ (الأول)   |
| 13     | 4 يناير 2019      | 13.279٪ (الأول)   | 14.389٪ (الأول)   |
| 14     | 5 يناير 2019      | 15.780٪ (الأول)   | 17.254٪ (الأول)   |
| 15     | 11 يناير 2019     | 16.397٪ (الأول)   | 18.443٪ (الأول)   |
| 16     | 12 يناير 2019     | 19.243٪ (الأول)   | 21.010٪ (الأول)   |
| 17     | 18 يناير 2019     | 19.923٪ (الأول)   | 21.927٪ (الأول)   |
| 18     | 19 يناير 2019     | 22.316٪ (الأول)   | 24.501٪ (الأول)   |
| 19     | 26 يناير 2019     | 23.216٪ (الأول)   | 24.622٪ (الأول)   |
| 20     | 1 فبراير 2019     | 23.779٪ (الأول)   | 24.357٪ (الأول)   |
| المعدل | المعدل            | 12.500٪           | 13.723٪           |
| خاصة   | 2 فبراير 2019     | 7.319٪            | 7.327٪            |

## الإنتاج
تمت القراءة الأولى لسيناريو في أغسطس 2018 في مبنى JTBC في سانجام دونغ، سيول، كوريا الجنوبية.
تم تصوير معظم المسلسل في مدينة يون جين بمقاطعة كيونج جي.
عندما كان المسلسل قيد التخطيط، كان العنوان العملي هو الاميرة ميكر (بالكورية: 프린세스 메이커).
عُرض على كيم جونغ إيون أحد الأدوار الرئيسية لكنها رفضت العرض.
تم تمديد المسلسل من 16 إلى 20 حلقة حتى قبل أن يبدأ البث.

## في الثقافة الشعبية
كلمة سكاي (بالانجليزية:SKY) هي اختصار يستخدم للإشارة إلى الجامعات الثلاث المرموقة في كوريا الجنوبية: جامعة سيول الوطنية، وجامعة كوريا، وجامعة يونسي. يستخدم المصطلح على نطاق واسع في كوريا الجنوبية، سواء في البث الإعلامي أو من قبل الجامعات نفسها.
في كوريا الجنوبية، يعتبر القبول في إحدى جامعات سكاي بمثابة تحديد مهنة الفرد ووضعه الاجتماعي، تخرج العديد من السياسيين والمحامين والأطباء والمهندسين والصحفيين والأساتذة و (البيروقراطيين؛ الأكثر نفوذاً في كوريا الجنوبية) من إحدى جامعات سكاي

## الجوائز والترشحات
| قائمة الجوائز والترشيحات                        | قائمة الجوائز والترشيحات       | قائمة الجوائز والترشيحات | قائمة الجوائز والترشيحات | قائمة الجوائز والترشيحات |
| الجائزة                                         | الفئة                          | المستلم                  | النتيجة                  | م.                       |
| ----------------------------------------------- | ------------------------------ | ------------------------ | ------------------------ | ------------------------ |
| جوائز بايكسانغ للفنون                           | الجائزة الكبرى (دايسانغ)       | قلعة السماء              | رُشِّح                      | [ 24 ]                   |
| جوائز بايكسانغ للفنون                           | الجائزة الكبرى (دايسانغ)       | يم جونغ آه               | رُشِّح                      | [ 24 ]                   |
| جوائز بايكسانغ للفنون                           | أفضل دراما                     | قلعة السماء              | رُشِّح                      | [ 24 ]                   |
| جوائز بايكسانغ للفنون                           | أفضل مخرج                      | جو هيون تاك              | فوز                      | [ 24 ]                   |
| جوائز بايكسانغ للفنون                           | أفضل ممثلة                     | كيم سيو هيونغ            | رُشِّح                      | [ 24 ]                   |
| جوائز بايكسانغ للفنون                           | أفضل ممثلة                     | يم جونغ آه               | فوز                      | [ 24 ]                   |
| جوائز بايكسانغ للفنون                           | أفضل ممثل مساعد                | كيم بيونغ تشول           | فوز                      | [ 24 ]                   |
| جوائز بايكسانغ للفنون                           | أفضل ممثلة مساعدة              | يون سي آه                | رُشِّح                      | [ 24 ]                   |
| جوائز بايكسانغ للفنون                           | أفضل ممثلة جديدة               | كيم هاي يون              | فوز                      | [ 24 ]                   |
| جوائز بايكسانغ للفنون                           | أفضل سيناريو                   | يو هيون مي               | رُشِّح                      | [ 24 ]                   |
| جوائز بايكسانغ للفنون                           | جائزة فنية (تصوير)             | أوه جاي هو               | رُشِّح                      | [ 24 ]                   |
| جوائز الدراما الكورية الثانية عشر               | الجائزة الكبرى (دايسانغ)       | يم جونغ آه               | رُشِّح                      | [ 25 ] [ 26 ]            |
| جوائز الدراما الكورية الثانية عشر               | أفضل دراما                     | قلعة السماء              | فوز                      | [ 25 ] [ 26 ]            |
| جوائز الدراما الكورية الثانية عشر               | أفضل سيناريو                   | يو هيون مي               | رُشِّح                      | [ 25 ] [ 26 ]            |
| جوائز الدراما الكورية الثانية عشر               | أفضل موسيقى تصويرية أصلية      | "كلنا نكذب" (ها جين)     | فوز                      | [ 25 ] [ 26 ]            |
| جوائز الدراما الكورية الثانية عشر               | جائزة Hot Star China           | كيم سيو هيونغ            | فوز                      | [ 25 ] [ 26 ]            |
| جوائز الدراما الكورية الثانية عشر               | جائزة الشخصية الشعبية (أنثى)   | كيم بو را                | فوز                      | [ 25 ] [ 26 ]            |
| حفل توزيع جوائز الميلون الحادي عشر              | أفضل OST                       | "كلنا نكذب" (ها جين)     | رُشِّح                      |                          |
| جوائز الموسيقى الآسيوية 21st Mnet               | أفضل OST                       | "كلنا نكذب" (ها جين)     | رُشِّح                      |                          |
| جوائز الثقافة والترفيه الكورية السابعة والعشرون | جائزة التميز، ممثلة في الدراما | كيم هاي يون              | فوز                      |                          |
| جوائز التلفزيون الآسيوي 24                      | أفضل مسلسل درامي               | قلعة السماء              | فوز                      | [ 27 ]                   |
| جوائز التلفزيون الآسيوي 24                      | أفضل ممثلة في دور داعم         | كيم سيو هيونغ            | رُشِّح                      | [ 28 ]                   |

## روابط خارجية
قلعة السماء على موقع IMDb (الإنجليزية)
- قلعة السماء على موقع نتفليكس (الإنجليزية)
- قلعة السماء على موقع كينوبويسك (الروسية)
- قلعة السماء على موقع قاعدة بيانات الفيلم (الإنجليزية)